# 東亜運駅
東亜運駅（とうあうんえき）は、中華人民共和国 マカオ特別行政区コタイに位置するマカオLRTタイパ線の駅である。

## 歴史
- 2019年12月10日: 開業[1]。

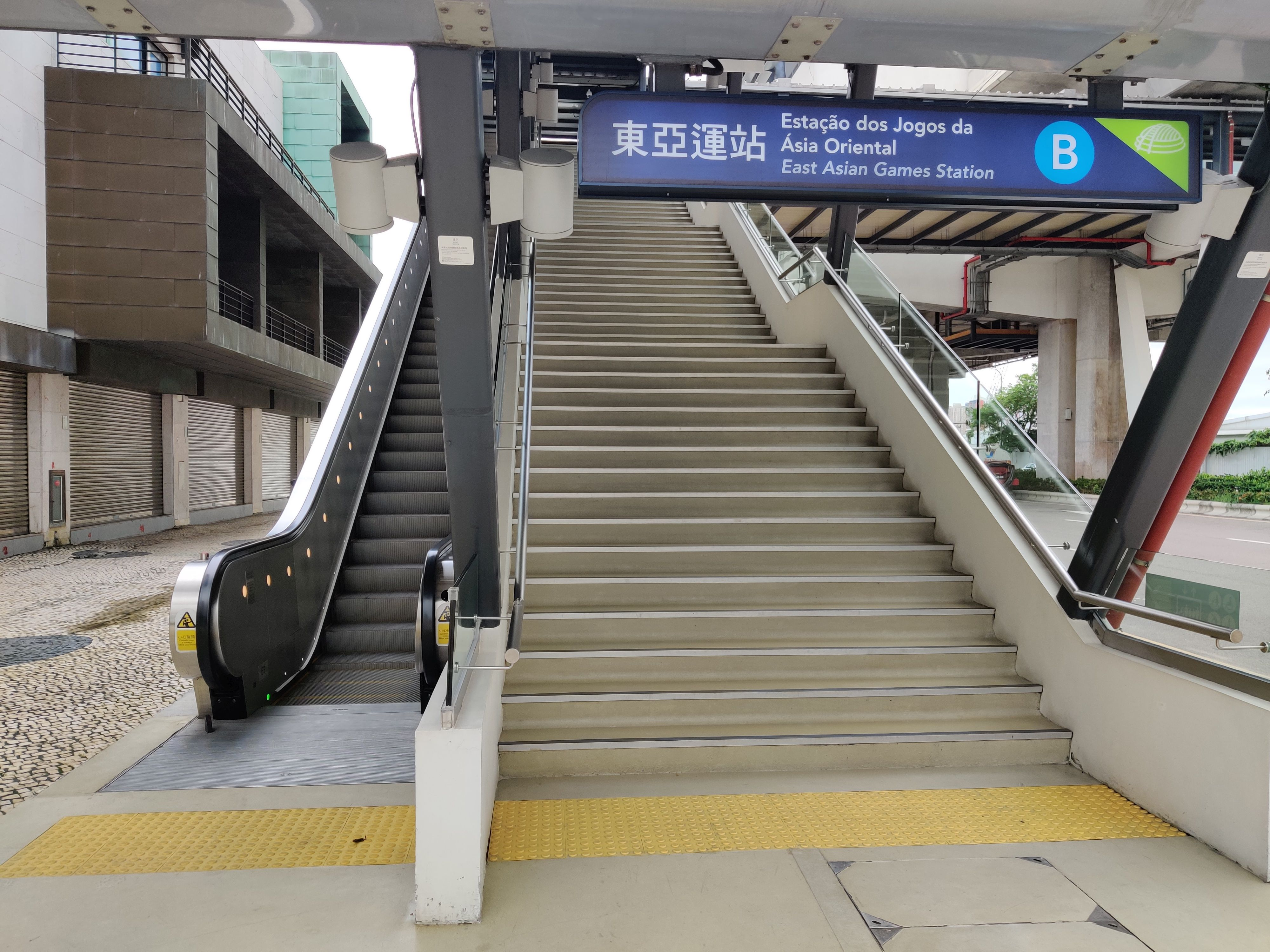
B出入口(2020年5月)
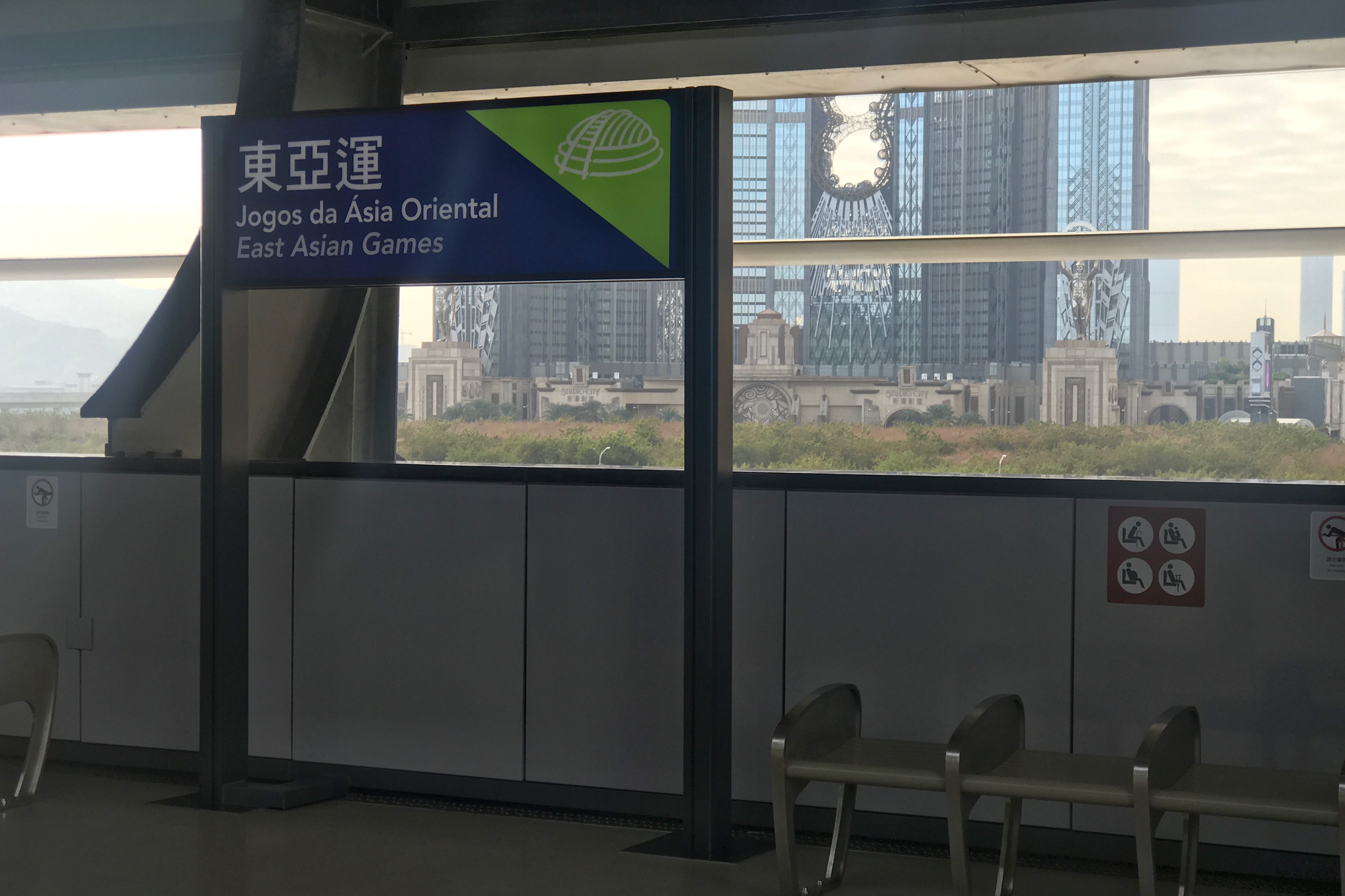
駅名標

## 隣の駅
マカオLRT
■タイパ線
協和医院駅 - 東亜運駅 - コタイ東駅